# Grupo saliente

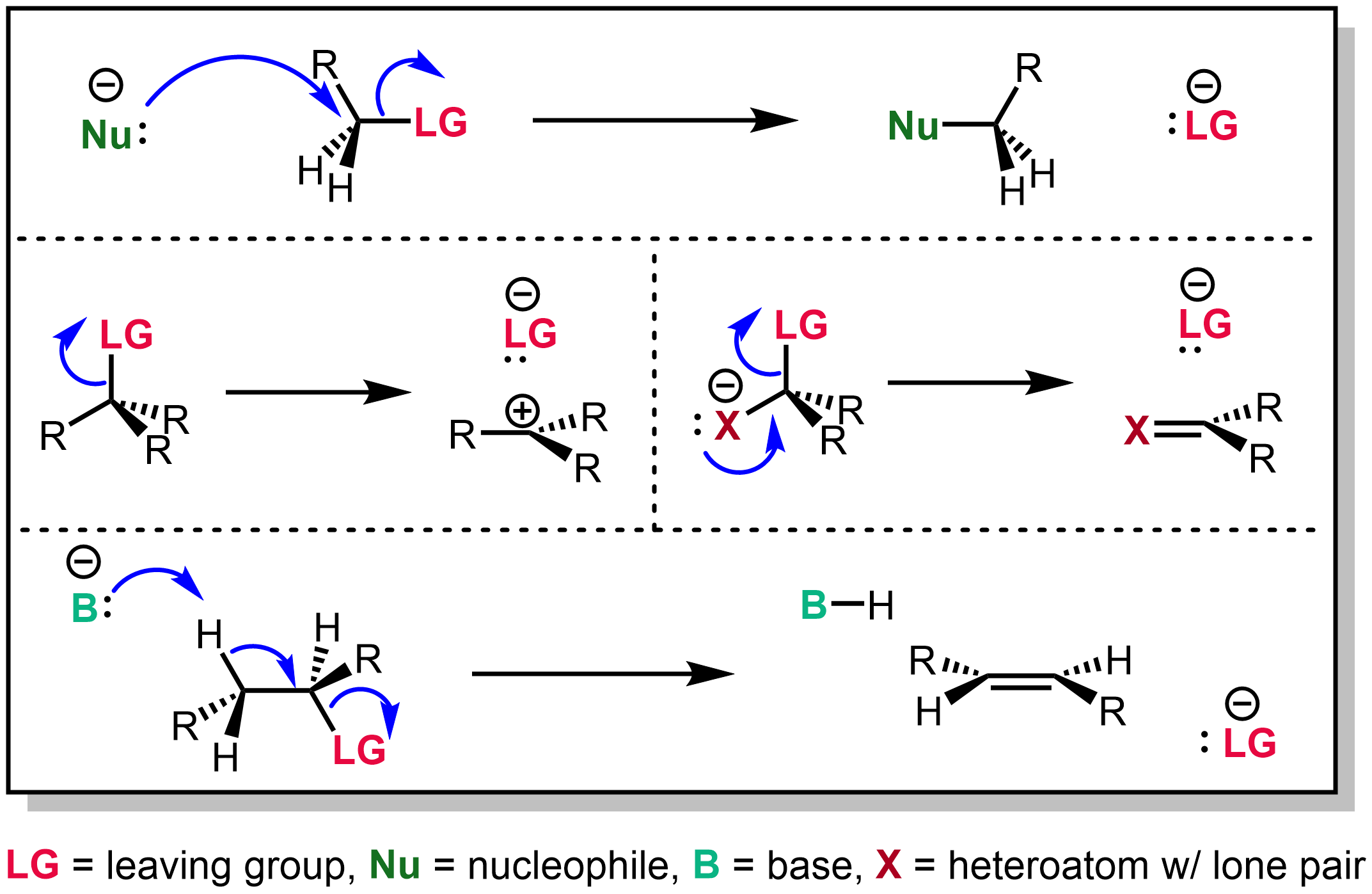
Reacciones de sustitución y eliminación de un grupo saliente (LG).

En química, un grupo saliente es un átomo o grupo de átomos que se desligan de una sustancia química. La molécula o fragmento remanente es denominado parte principal o residual. El término grupo saliente es dependiente del contexto de trabajo.
La habilidad de un grupo funcional para desprenderse se denomina labilidad. Los grupos salientes afectan la reactividad intrínseca, no el factor de discriminación nucleofílica.
A menor pKa del ácido conjugado, mejor es el grupo saliente. Esto se debe a que un menor pKa del ácido conjugado del grupo saliente indica que el grupo saliente permanece más tiempo como su anión, o en forma de grupo saliente (los grupos salientes pueden ser neutrales). La estabilidad del anión implica que el grupo saliente mostrará poca tendencia a reaccionar con el catión formado por la ausencia del grupo saliente (este es el caso de los malos grupos salientes). Sin la estabilización, un grupo saliente sería un nucleófilo debido a su carga negativa, y si esto pasa, la reacción se revertirá. Esto explica por qué una base fuerte es un mal grupo saliente. La reacción SN1 prefiere los grupos haluro, pseudohaluro e ion no coordinante como grupos salientes. Las sales de haluros son grupos salientes particularmente útiles debido a que pueden ser abstraídos por iones plata, para formar haluros de plata insolubles.
En agua a temperatura ambiente, la secuencia de labilidad es:
- Menor labilidad
- Amino NH2−
- Metoxi CH3O−
- Hidroxi HO−
- Carboxilato CH3COO−
- F−
- Agua
- Cl−
- Br−
- I−
- Azida N3−
- Tiocianato SCN−
- Nitro NO2
- Mayor labilidad
- : NO3− es más débil que el F−.

Una aplicación directa de la diferencia en la estabilidad de los grupos salientes es en los derivados de ácido carboxílico. A peor grupo saliente, más estable es el compuesto, lo que establece una jerarquía que puede separarse en el laboratorio. Las aminas, que son los peores grupos salientes, son los compuestos más estables, y al atacar un derivado de ácido carboxílico con una amina produce indefectiblemente una amida. Los ésteres son los segundos más estables, seguidos por los anhídridos de ácido y finalmente haluros de ácido
Durante el ataque nucleofílico en una reacción SN2, se forma una carga parcial negativa en el grupo saliente. Durante las reacciones SN1, el grupo saliente se anioniza y sale. En general, los grupos amino, metoxi e hidroxi nunca actúan como grupos salientes en una reacción de sustitución.
En las transformaciones no mecanísticas, el grupo saliente es el grupo sustituyente realmente presente en el sustrato y el producto.
La estructura del grupo saliente afecta la velocidad de las reacciones SN1 y SN2. En general, un grupo saliente más estable como especie libre (lo que es al salir) saldrá más rápidamente. Esta estabilidad también se refleja en la basicidad de las especies: mientras más estable es, más débil como base es.